# Гарпалюс карликовий
Гарпалюс карликовий (Harpalus pumilus) — вид жуків родини турунових (Carabidae).

## Поширення
Вид поширений в Європі, Кавказі, Малій Азії, Центральній Азії та у Сибіру.